# World of Warcraft: Battle for Azeroth
World of Warcraft: Battle for Azeroth este al șaptelea pachet de expansiune pentru jocul de rol online masiv multiplayer (MMORPG) World of Warcraft, după Legion. tradus A fost anunțat la BlizzCon pe 3 noiembrie 2017. A fost lansat pe 14 august 2018. 